# 眼鏡王蛇媽及孩子廟
眼鏡皇蛇媽及孩子廟，現在的建築在1996年建造，位於泰國首都曼谷，挽昆天縣（บางขุนเทียน；Bang Khun Thian），三夜南（แสมดำ；Samae Dam），拍喃二路（Rama 2 Road），拍喃二48社（Soi 48 Rama 2）。

## 典故
建築拍喃二路（Rama 2 Road）時，有一天，一位工人在午睡時，夢見一位母親來懇求他停工，否則她的家庭將會被摧毀！工人睡醒後，告訴工頭，然而工頭仍然命令施工，不久推土機果然摧毀了一個眼鏡王蛇的巢穴，許多眼鏡王蛇被壓死。可是從此發生許多工業意外！婆羅門教的祭祀儀式裡，蛇皇母的靈體表示，期望設立一座廟宇來供奉它們的，當地人就用木材建成一座小廟，從此工程順景，可是不久發生火災，鄰近的叢林都燒毀，然而小廟卻沒有受損，人民認為靈驗，以混凝土重建如今的廟宇。

## 地址
- Soi 48 Rama 2, Samae Dam, Bang Khun Thian, Bangkok 10150
- 泰國，曼谷，挽昆天縣（บางขุนเทียน），三夜南（แสมดำ），拍喃二路，第四十八社。郵遞區號10150。

## 鄰近地點
- 中央洋行（Central Department Store）；
- 聖類思瑪麗天主堂（St. Louise Mary church）；
- 巴差叻縣慈善醫院（瓊圃寺）（โรงพยาบาลเมตตาประชารักษ์  @ วัดไร่ขิง）；
- 泰國司法部（บ้านสันติธรรม）。

## 外部連結
- 朱拉隆功大學學生拍攝的蛇媽廟歷史記錄片（泰語對白） （页面存档备份，存于）
- 蛇媽廟環境影像（2012年） （页面存档备份，存于）